# Aegilops triuncialis

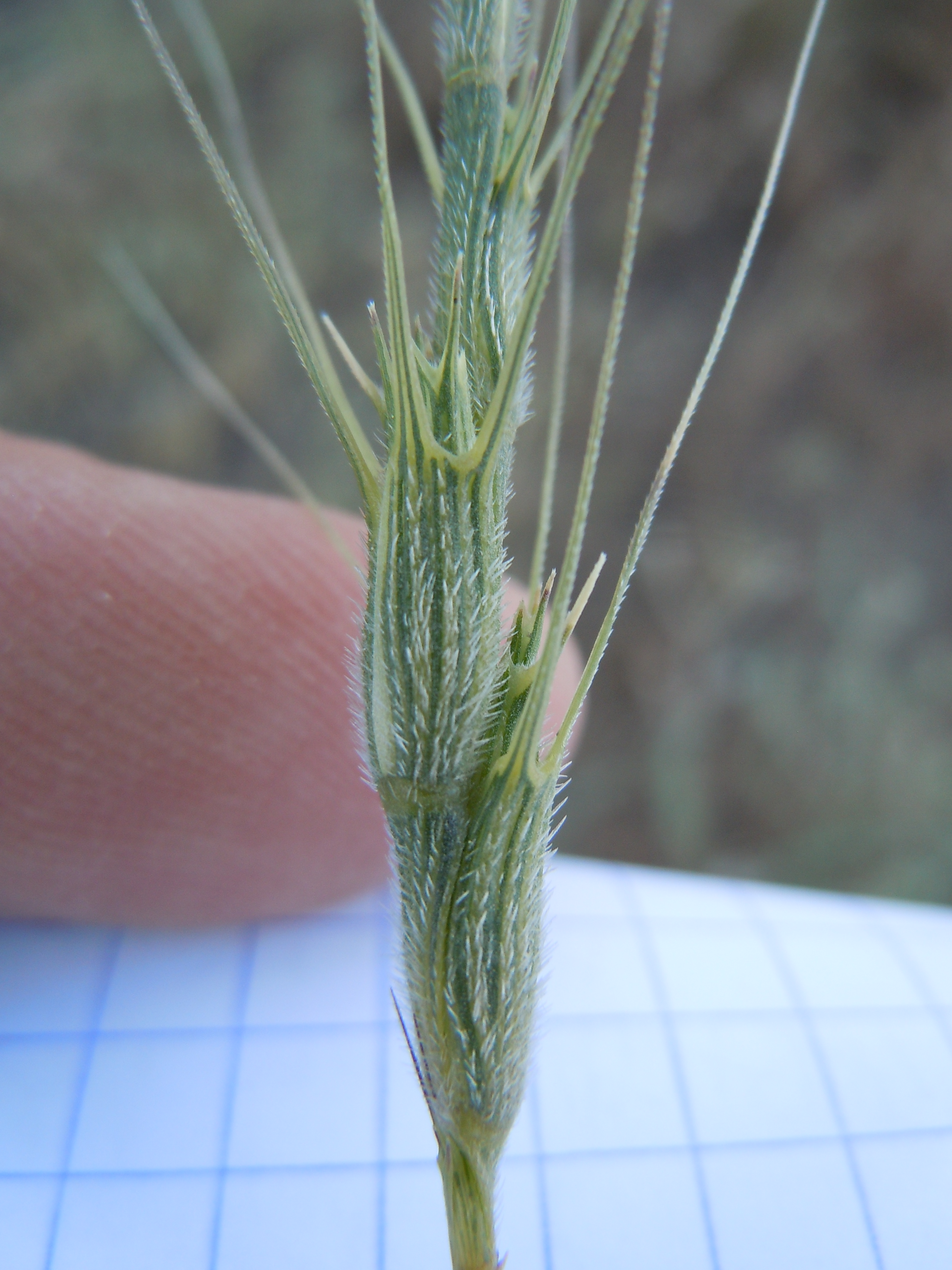
Espiga

El rompesacos o aragüelas (Aegilops triuncialis) es una planta de la familia de las gramíneas.

## Descripción
Herbácea, de varios tallos, anual, verde azulada, de 20-45 cm de altura. Hojas glabras o pubescentes, las láminas de 1,5-3 mm de anchura. Inflorescencia en espiga de 3-6 cm de longitud, linear ovalada, con 1-3 espículas rudimentarias en la base y 4-7 espículas fértiles encima. Páleas involucrales de 6-10 mm de largo, normalmente con 3, raramente con 2, aristas de 1-6 cm de largo, con vellosidad corta y áspera o más larga. Aristas de la páleas tectrices claramente más cortas que las de las involucrales.
Hábitat
Baldíos, pendientes pedregosas.
Distribución
Mediterráneo, hasta Crimea, Transcaucasia. No escasean otras especies. Por ejemplo Aegilops cylindrica con espiga estrecha y páleas involucrales con un diente y una arista. Mediterráneo hasta Asia central. En el Aegilops geniculata con espigas ovaladas, las aristas tienen casi la misma longitud que las páleas involucrales y tectrices. Mediterráneo, Crimea.

## Taxonomía
Aegilops triuncialis fue descrita por Carlos Linneo y publicado en Species Plantarum 2: 1051. 1753.
Etimología
Aegilops: nombre genérico  de una hierba otorgado por Teofrasto, deriva del griego aegilos = (una hierba del agrado de cabras, o una cabra).
triuncialis: epíteto latíno 
Sinonimia
- Aegilopodes triuncialis (L.) Á.Löve
- Aegilopodes triuncialis subsp. persica (Boiss.) Á.Löve
- Aegilopodes triuncialis subsp. triuncialis
- Aegilops aristata Req. ex Bertol.
- Aegilops buschirica Roshev.
- Aegilops croatica Gand.
- Aegilops echinata C.Presl
- Aegilops elongata Lam.
- Aegilops ovata var. triaristata (Willd.) Coss. & Durand
- Aegilops ovata var. triaristata (Willd.) Lindb.
- Aegilops ovata subsp. triaristata (Willd.) Jáv.
- Aegilops persica Boiss.
- Aegilops squarrosa L.
- Aegilops squarrosa subsp. squarrosa (L.) Kihara & Tanaka
- Aegilops triaristata Req. ex Bertol.
- Triticum persicum (Boiss.) Aiton & Hemsl.
- Triticum squarrosum (L.) Raspail
- Triticum triunciale (L.) Raspail
- Triticum trunciale (L.) Raspail[4][5]

Nombre común
- Castellano: aragüelas, aragüelles, rempujo, rompesacos, rompe-sacos, rompisaco, rompisacos, trigo morisco, trigo morisco pinchudo, triguillo, zaragüellas, zaragüelle, zaragüeyes, zarigüelles.[4]